# Первое Мая (Мордовия)
Первое Мая — посёлок в Зубово-Полянском районе Мордовии России. Входит в состав Тарханско-Потьминского сельского поселения.

## История
В «Списке населённых мест Тамбовской губернии за 1866» Свинолуповка казенная деревня из 18 дворов Спасского уезда. В 1946 году переименована в деревню Первое Мая.

## Население
| 2002 | 2010 |
| ---- | ---- |
| 15   | ↘11  |

Национальный состав
Согласно результатам Всероссийской переписи населения 2002 года, в национальной структуре населения мордва-мокша составляли 93 %.